# Az utolsó menedék
Az utolsó menedék (eredeti címe: Last Resort) 2000-ben bemutatott brit filmdráma, amelyet Paweł Pawlikowski rendezett. A produkció főbb szerepeiben Dina Korzun, Artyom Strelnyikov és Paddy Considine. 2000. augusztus 22-én mutatták be az Egyesült Királyságban az Edinburgh-i Nemzetközi Filmfesztiválon. A magyar közönség 2001. október 6-án láthatta a Titanic Nemzetközi Filmpresence Fesztiválon. A produkció egy BAFTA-díjat nyert a legjobb új rendező kategóriában.

## Cselekmény
Tanya, egy fiatal orosz nő, aki Londonba utazik kisfiával, Artyommal, hogy vőlegényével találkozzon. A férfi azonban nem érkezik meg, ezért Tanya menedékjogot kér, aminek következtében őt és fiát a tengerparti kisvárosban, Stonehavenben helyezik el, amíg a kérelmüket elbírálják. A területet rendőrök őrzik, akik ügyelnek arra, hogy a menekültek ne szökhessenek el. 
Tanyának pénzre van szüksége, ezért elfogadja Les ajánlatát, hogy webkamerás vetkőzést csináljon. A nő felöltözik a jelmezbe, mégis képtelen követni az utasításokat, és kikapcsolja a videót. Tanya véradással keres némi pénzt, és sikerül telefonon elérnie a vőlegényét, aki azonban szakít vele. Mikor a nő megpróbálja visszavonni a menedékkérelmét, hogy hazamehessen, a tanács tisztviselői azt mondják neki, hogy ez hónapokig is eltarthat.
Tanya megismerkedik Alfie-val, aki a helyi vidámparkot vezeti, és a férfi szárnyai alá veszi a nőt és fiát. Bár Tanya fél újra párkapcsolatba lépni, de elfogadja Alfiet. A férfi börtönbe került egy verekedés miatt, majd Stonehavenben maradt, mert nem volt hova mennie. Tanyáról kiderül, hogy már kétszer férjnél volt. Egy nap Les felkeresi Tanyát a lakásán, és kifizeti neki a megszakított videós vetkőzést. Alfie véletlenül meghallja a beszélgetésüket, ezért betör Les lakásába, és összetöri a berendezéseket.
Alfie úgy dönt, hogy kiszabadítja Tanyát és Artyomot Stonehavenből. Mindhárman elrejtőznek egy vitorláshajón, és az érkező dagállyal vízre szállnak. Tanya Oroszországba akar visszamenni, és nem tudják meggyőzni, hogy maradjon. Alfie talál egy teherautót Tanya és Artyom számára, amely elviszi őket a repülőtérre. Tanya ajándékba adja Alfie-nak azt a képet, amit illusztrátorként készített.

## Szereplők
| Szerep                   | Színész            | Magyar hangja    |
| ------------------------ | ------------------ | ---------------- |
| Tanya                    | Dina Korzun        | Gregor Bernadett |
| Artyom                   | Artyom Strelnyikov | Szűcs Balázs     |
| Alfie                    | Paddy Considine    | Csonka András    |
| Les                      | Lindsay Honey      | n.a              |
| bevándorlási tisztviselő | Perry Benson       | n.a              |
| Katie                    | Katie Drinkwater   | n.a              |
| Frank                    | Dave Bean          | n.a              |
| első tanácstag           | Adrian Scarborough | n.a              |
| második tanácstag        | David Auker        | n.a              |
| rendőrtiszt              | Bruce Byron        | n.a              |

## Fogadtatás

### Kritikai visszhang
A film pozitív visszajelzéseket kapott a kritikusok részéről. A Rotten Tomatoeson 94%-os minősítést ért 71 értékelés alapján, az összefoglaló szerint: „Ez egy meggyőző, megható történet. Különösen lenyűgöző, hogy kicsi forgatókönyvet használ.” Owen Gleiberman az Entertainment Weekly-től azt írta: „Megható és hátborzongatóan szép.” Desson Thomson a Washington Posttól azt írta: „Pawlikowski stílusa lenyűgöző, úgyis, hogy néha nyomasztóan lehangoló látványt nyújt.”
A MetaCriticen 80 pontot ért el a 100-ból 21 vélemény alapján. Chris Kaltenbach a Baltimore Suntól azt írta: „Korzun és Considine csodálatos alakításának köszönhetően nincs egyetlen erőltetett vagy álszent pillanat sem a képernyőn.” Kenneth Turan a Los Angeles Timestól azt írta: „Ez a költői realizmus legjobb osztálya, az a fajta, amelyben az ember a legcsekélyebb habozás nélkül hisz.”

### Bevételi adatok
A Box Office Mojo szerint a film 79 ezer dolláros bevételt ért el, a költségvetésről nincs információ.

## Fontosabb díjak és jelölések
| Esemény                           | Díj             | Kategória                                                      | Eredmény |
| --------------------------------- | --------------- | -------------------------------------------------------------- | -------- |
| 54. BAFTA-gála                    | BAFTA-díj       | Kiemelkedő brit film                                           | Jelölve  |
| 54. BAFTA-gála                    | BAFTA-díj       | Legjobb új brit író, rendező vagy producer – Paweł Pawlikowski | Elnyerte |
| 14. Európai Filmdíjgála           | Európai Filmdíj | Legjobb európai felfedezett – Paweł Pawlikowski                | Jelölve  |
| Velencei Nemzetközi Filmfesztivál | Arany Oroszlán  | Az év filmje                                                   | Jelölve  |